# The Battle of the Ivory Plains
Albums de Dragonland
Storming Across Heaven
(2000) Holy War
(2002)
The Battle of the Ivory Plains est le premier album studio du groupe de Power metal suédois Dragonland. L'album est sorti le 30 avril 2001 sous le label Black Lotus Records.
Les titres World's End, Storming Across Heaven et Graveheart ont été réenregistrés pour cet album. Ces trois titres constituent la démo Storming Across Heaven, sortie l'année précédente. La version japonaise de l'album contient en titres bonus les versions d'origine de ces trois titres.

## Musiciens
- Jonas Heidgert - chant, batterie
- Nicklas Magnusson - guitare
- Olof Mörck - guitare
- Christer Pedersen - basse
- Elias Holmlid - claviers

## Liste des morceaux
1. Dragondawn – 2:41
2. Storming Across Heaven – 4:30
3. A Last Farewell – 6:16
4. Ride for Glory – 4:16
5. The Orcish March – 5:58
6. The Battle of the Ivory Plains – 6:17
7. Graveheart – 4:48
8. Rondo A'la Turca – 1:46
9. A Secret Unveiled – 5:54
10. World's End – 5:26
11. Dragondusk – 1:51

### Titres bonus de la version japonaise
1. World's End (demo) – 6:04
2. Storming Across Heaven (demo) – 4:30
3. Graveheart (demo) – 4:32